# Romain Duris
Romain Duris (París; 28 de mayo de 1974) es un actor de cine francés. Es conocido por su papel en la trilogía Spanish Apartment de Cédric Klapisch, compuesta por L'Auberge Espagnole (2002), Russian Dolls (2005) y Chinese Puzzle (2013). También apareció en Iris (2016) y Todo el dinero del mundo (2017).

## Biografía
Duris nació en París, hijo de padre arquitecto y madre bailarina. Su padre está emparentado con Armand-Gaston Camus y su esposa; el revolucionario francés era archivero y fundó los Archives nationales. Su madre es descendiente del pintor sueco del siglo XVIII Alexander Roslin y su esposa. Duris tiene una hermana, la pianista Caroline Duris, que tocó en la banda sonora de la película The Beat That My Heart Skipped (2005), en la que él actuaba.
Duris estudió arte en la universidad, pero primero decidió seguir una carrera en la música, formando una banda de jazz-funk llamada Kingsize, donde era baterista. La música sigue siendo uno de sus principales intereses.
Duris vive en París, cerca de La Bastilla, con su novia actriz Olivia Bonamy, tienen dos hijos, Luigi, nacido el 10 de febrero de 2009, y otro hijo nacido en 2013.

## Trayectoria
En 1993, un director de casting se fijó en Duris mientras esperaba en una cola y le ofreció un papel en la película de Cédric Klapisch Le péril jeune (1994). Posteriormente trabajaría con el mismo director en Chacun cherche son chat (1996) y Peut-être (1999).
Su primer papel, sin embargo, fue en un vídeo pop para Princess Erika, "Faut qu'j'travaille" (Necesito trabajar), en el que interpreta el papel de un gángster de poca monta.
En 2002 llegó su mayor éxito comercial con la comedia de Cédric Klapisch L’Auberge espagnole, que lo confirmaría como un gran valor entre las jóvenes promesas del cine francés.
También ha colaborado repetidamente con el director Tony Gatlif, en las películas Gadjo Dilo (1997, El extranjero loco), papel por el que recibió una nominación en los Premios César como mejor actor masculino, en Je suis né d'une cigogne (1999) y en Exils (2004). Y con el director Olivier Dahan, en las películas Déjà mort (1998) y Le Petit Poucet (2001, de la serie Érase una vez...).
Después ha ido encadenando películas, la mayoría de gran presupuesto, como Adolphe de Benoît Jacquot (2002), Arsène Lupin de Jean-Paul Salomé (2004), Las muñecas rusas (2005, que es la continuación de Una casa de locos) y París (2008), ambas de Cédric Klapisch, entre otras.
Su actuación en el drama de Jacques Audiard De latir, mi corazón se ha parado (2005) fue alabada de forma unánime por la crítica, siendo una prueba más de la valía de este actor.
En 2017 trabajó con el director Ridley Scott en la película biográfica y dramática Todo el dinero del mundo.
En 2018, actuó en Nuestras pequeñas batallas, la comedia dramática de Guillaume Senez, que ganó los premios a la Mejor película y al Mejor director en la 9.ª edición de los Premios Magritte y por la que Duris estuvo nominado al César al Mejor Actor. Posteriormente encarnó a Gustave Eiffel, una de las principales figuras históricas de Francia, junto a Emma Mackey en Eiffel, película biográfica de Martin Bourboulon.

## Filmografía

### Cine
- 1994: Le Péril jeune de Cédric Klapisch: Tomasi
- 1994: Frères (TV) de Olivier Dahan: Marco
- 1995: Mémoires d'un jeune con de Patrick Aurignac: Luc
- 1995: Chacun cherche son chat de Cédric Klapisch: el batería
- 1996: 56 fois par semaine de Raphaël Fejtö
- 1997: Dobermann de Jan Kounen: Manu
- 1997: Gadjo Dilo de Tony Gatlif: Stéphane
- 1997: Déjà mort de Olivier Dahan: Romain
- 1998: Je suis né d'une cigogne de Tony Gatlif: Otto
- 1998: Les Kidnappeurs de Graham Guit: Zéro
- 1999: Peut-être de Cédric Klapisch: Arthur
- 2001: Le Petit Poucet de Olivier Dahan: Guardia de la reina
- 2001: Being Light de Jean-Marc Barr: Maxime Lecocq
- 2001: Dix-sept fois Cécile Cassard de Christophe Honoré: Matthieu el homosexual
- 2001: CQ de Roman Coppola: El realizador hippie
- 2002: Filles perdues, cheveux gras de Claude Duty: Mathieu
- 2002: Adolphe de Benoît Jacquot: D'Erfeuil
- 2002: Pas si grave de Bernard Rapp: Léo
- 2002: Shimkent Hotel de Charles de Meaux: Romain
- 2002: L'auberge espagnole de Cédric Klapisch: Xavier
- 2003: Le Divorce de James Ivory : Yves
- 2003: Les Clefs de bagnole de Laurent Baffie (breve aparición)
- 2003: Osmose de Raphaël Fejtö: Rémi
- 2004: Exils de Tony Gatlif: Zano
- 2004: Arsène Lupin de Jean-Paul Salomé: Arsène Lupin
- 2005: De latir, mi corazón se ha parado de Jacques Audiard: Thomas Seyr
- 2005: Las muñecas rusas de Cédric Klapisch: Xavier Rousseau
- 2006: Dans Paris de Christophe Honoré: Paul
- 2007: Molière de Laurent Tirard: Molière
- 2007: L'Âge d'homme... maintenant ou jamais! de Raphaël Fejtö: Samuel
- 2008: París de Cédric Klapisch: Pierre
- 2008: Afterwards de Gilles Bourdos: Nathan Del Amico
- 2009: Persécution de Patrice Chéreau: Daniel
- 2010: L'arnaqueur de Pascal Chaumeil: Alex Lippi
- 2010: L'Homme qui voulait vivre sa vie de Eric Lartigau: Paul Exben
- 2012: Populaire de Régis Roinsard: Louis Echard
- 2013: Casse-tête chinois de Cédric Klapisch: Xavier Rousseau
- 2013: L'Écume des jours de Michel Gondry: Colin
- 2016: La Confession de Nicolas Boukhrief: Léon Morin
- 2017: Todo el dinero del mundo de Ridley Scott: Cinquanta[8]
- 2018: La Bruma de Daniel Roby: Matthieu
- 2021 Eiffel, de Martin Bourboulon
- 2023: Los tres mosqueteros: D'Artagnan de Martin Bourboulon: Aramis
- 2023: Los tres mosqueteros: Milady de Martin Bourboulon: Aramis

## Premios y nominaciones
- Acteurs à l'Écran

- 1999: Nominado al Prix Michel Simon - Mejor actor por Gadjo dilo (1997).

- Chlotrudis Awards

- 2006: Nominado al Chlotrudis Award - Mejor actor por De latir, mi corazón se ha parado (2005).

- Premios César, Francia

- 2006: Nominado al César - Mejor actor por De latir, mi corazón se ha parado (2005).
- 2000: Nominado al César - Mejor actor revelación por Peut-être (1999).
- 1999: Nominado al César - Mejor actor revelación por Gadjo dilo (1997).

- European Film Awards

- 2005: Nominado al European Film Award - Mejor actor por De latir, mi corazón se ha parado (2005).

- Premios Lumière, Francia

- 2006: Ganador del Premio Lumière - Mejor actor por De latir, mi corazón se ha parado (2005).
- 2000: Ganador del Premio Lumiere - Mejor actor revelación por Peut-être (1999).

- NRJ Ciné Awards

- 2006: Nominado al NRJ Ciné Award - Actor del año por De latir, mi corazón se ha parado (2005).

- Étoiles d'Or

- 2006: Ganador de la Étoile d'Or - Mejor actor por De latir, mi corazón se ha parado (2005).